# Pippermint-Get
Pippermint-Get est une valse pour piano composée par Déodat de Séverac en 1907. Le titre fait référence à la crème de menthe (ou menthe poivrée) du même nom.

## Composition
Déodat de Séverac compose Pippermint-Get en 1907, « œuvre gaie et primesautière en hommage à Auguste Get, fabricant du célèbre Pippermint : en juillet 1907, Séverac s'était présenté avec lui aux élections du conseil d'arrondissement contre deux partisans de Clemenceau qui avait fait tirer sur les viticulteurs à Narbonne ».
La partition est publiée la même année chez Rouart-Lerolle et Cie.
Toujours en 1907, Séverac réalise une adaptation pour grand orchestre.

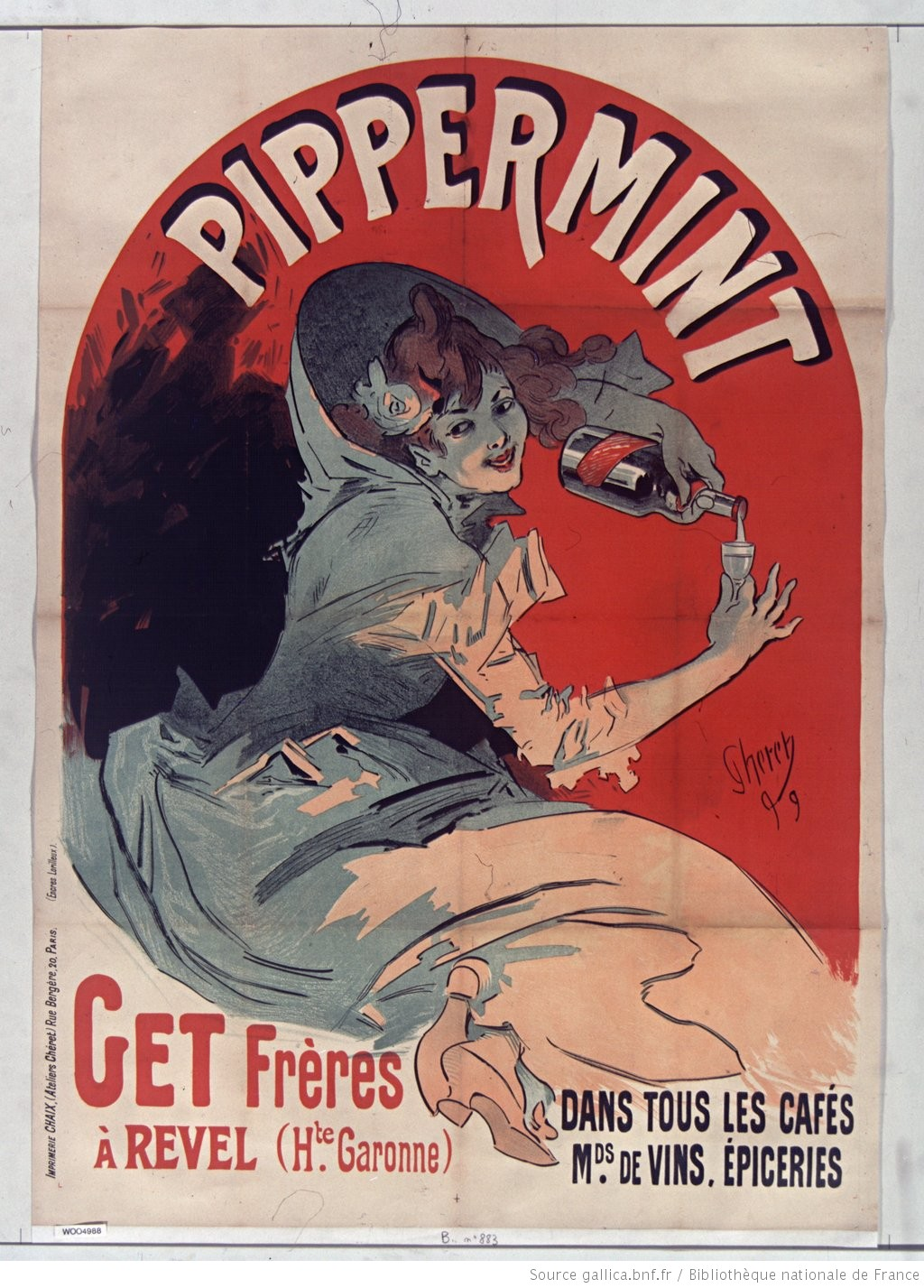
Affiche publicitaire de Jules Chéret pour le Pippermint Get (1899).
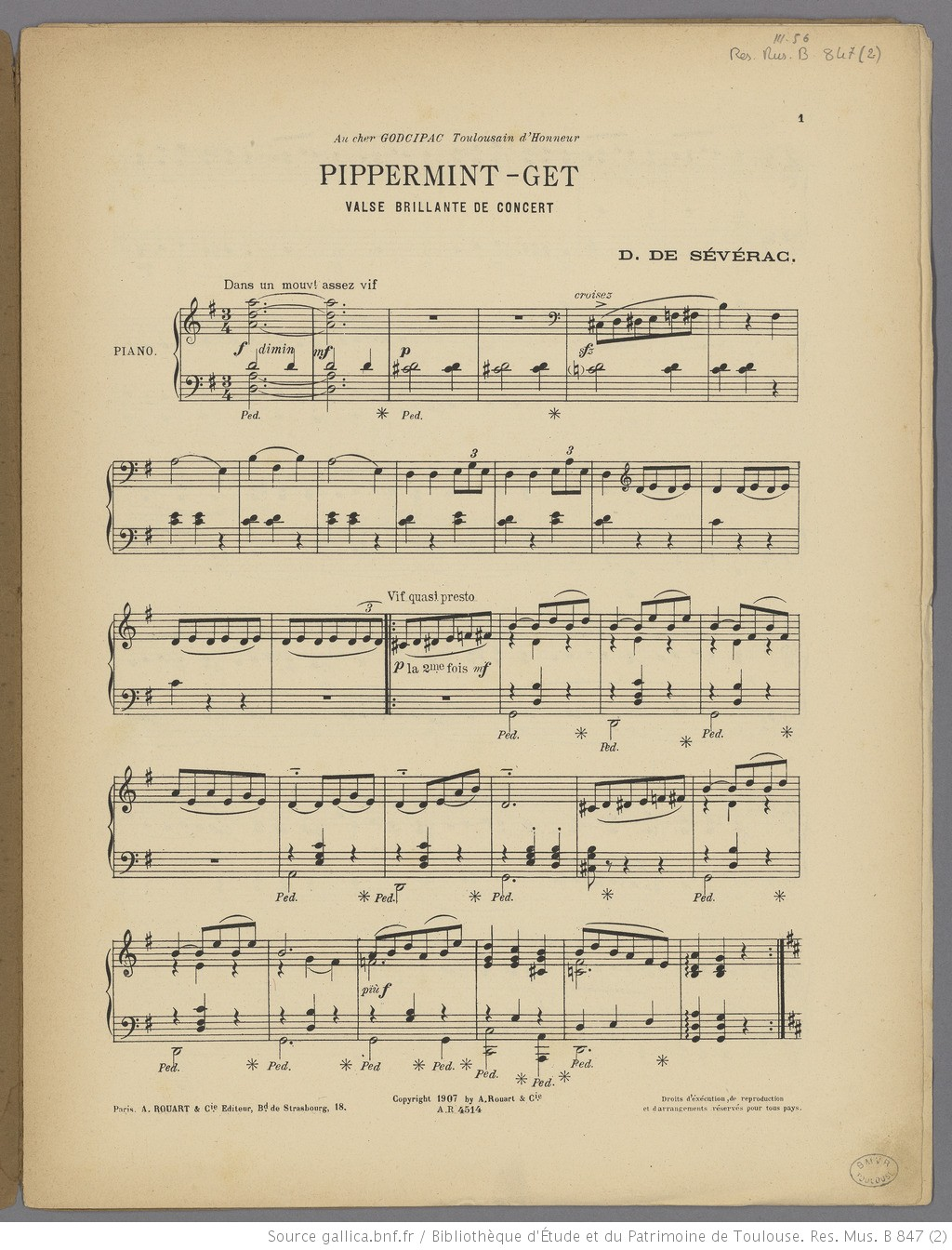
Première page de la partition pour piano (édition Rouart, 1907).
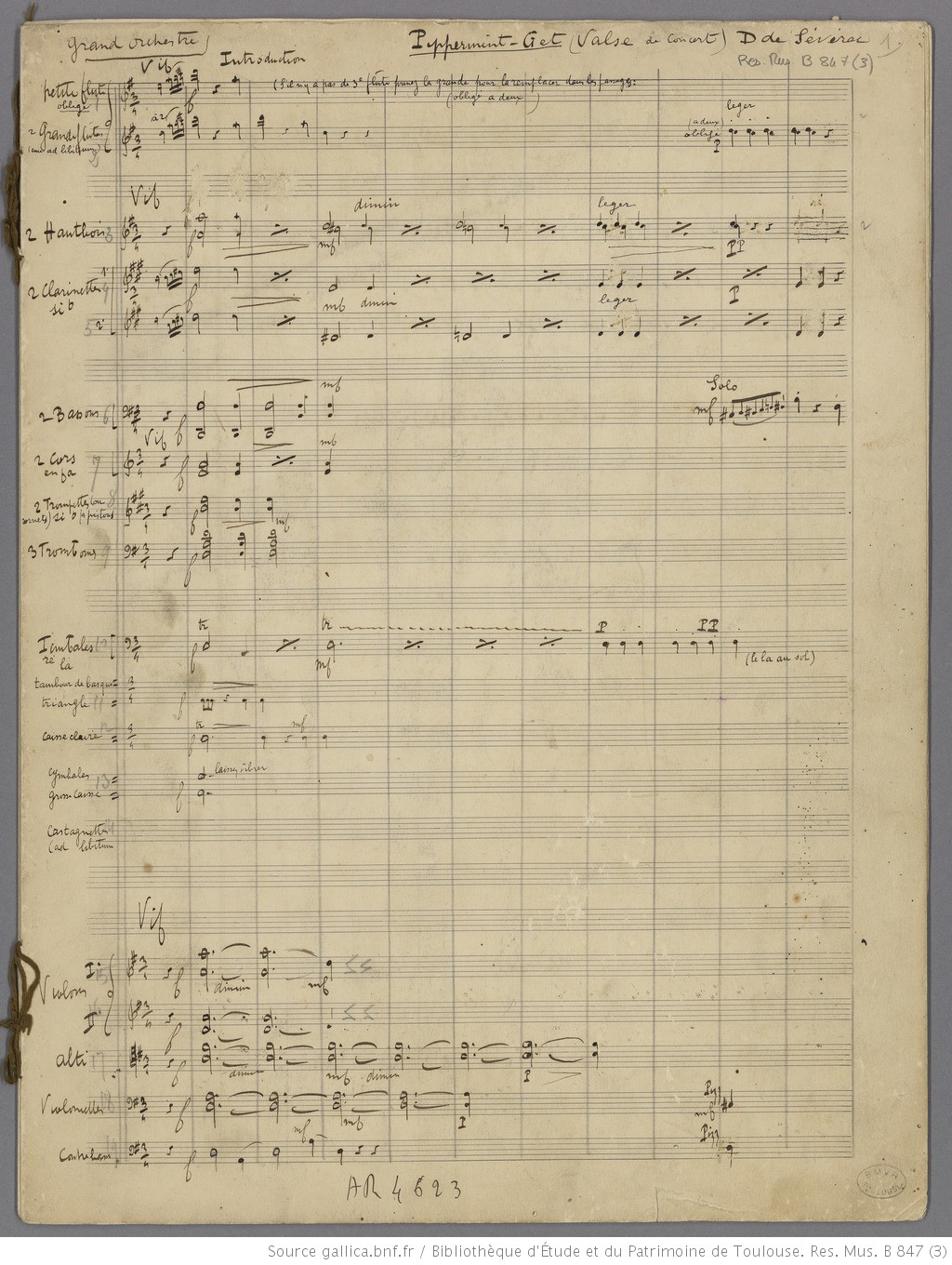
Première page du manuscrit autographe de l'orchestration de Séverac.

## Présentation
L'œuvre est en un seul mouvement de « valse brillante de concert », Dans un mouvement assez vif en sol majeur, à 
.
Pippermint-Get, d'une durée moyenne d'exécution de quatre minutes trente environ, « exprime toute la frivolité et l’insouciance de la Belle Époque et rappelle aussi bien la production pianistique d'un Benjamin Godard que les musiques composées pour les premiers films comiques muets (par exemple pour Max Linder) ».
La partition est dédiée à Cipa Godebski (« Au cher Godcipac, Toulousain d’Honneur »).
Pour Vladimir Jankélévitch, Pippermint-Get est une « gentille facétie pour le piano » dans laquelle Séverac « se rattache aux « valses chantées » d'Erik Satie et annonce les pochades de Poulenc et de Milhaud, l'Album des Six, l'humeur de Mompou et Blancafort ».

## Postérité
François-René Tranchefort ne mentionne pas Pippermint-Get dans le Guide de la musique de piano et de clavecin édité par Fayard.
Guy Sacre se montre « moins tendre » à l'égard de cette valse qu'envers les Stances à Madame de Pompadour : « dans le genre de la valse de brasserie, Debussy fera bien mieux avec La Plus que lente, pleine d'humour, de réticences, de clins d'œil. Déodat multiplie les clichés, apparemment sans en rire, un peu comme le bon Satie dans ses valses chantées pour Paulette Darty ! »
Pour Jankélévitch, « là même où, comme dans Pippermint-Get, Séverac côtoie les fumisteries du bon mystificateur d'Arcueil, sa malice n'est pourtant jamais caustique, mais toujours mêlée de sympathie et de bonne humeur. Cette musique naturellement gracieuse reste artiste et bien-sonnante jusque dans l'humour : l'attendrissement de Poulenc, la voluptueuse séduction mélodique du Catalan Mompou sont plus proches de Séverac que l'ironie de Satie ».
De fait, la partition se présente « comme un délassement sans prétention : c'est l'une de ces pochades musicales dont Séverac — comme Chabrier, qu'il adorait — avait le secret ».

## Discographie

### pour piano
- Aldo Ciccolini, Séverac, L'Œuvre pour piano (CD no 2), EMI Classics 7243 5 72374 2 0 (1980)
- Izumi Tateno, Sunflower Sea, Piano works by Déodat de Séverac (2 CD) Finlandia Records 8573-87181-2 (2001)
- Jordi Masó, Déodat de Séverac, Piano Music (CD no 3) Naxos 8.572429 (2012)
- François-Michel Rignol, Déodat de Séverac, L'Œuvre pour piano (CD no 3) Solstice 306-8 (2014)

### pour orchestre
- Déodat de Séverac : Inédits, Œuvres pour orchestre par l'Orchestre de la Suisse romande, dir. Roberto Benzi (Victoria Hall de Genève, du 20 août au 1er septembre 2004) CD RSR 6197, 2006

### Ouvrages généraux
- Vladimir Jankélévitch, La présence lointaine : Albeniz, Séverac, Mompou, Paris, Seuil, coll. « Points » (no 912), 2021 (1re éd. 1983) (ISBN 978-2-7578-9065-3).
- Guy Sacre, La musique de piano : dictionnaire des compositeurs et des œuvres, vol. II (J-Z), Paris, Robert Laffont, coll. « Bouquins », 1998, 2998 p. (ISBN 978-2-221-08566-0), p. 2934-2950.
- François-René Tranchefort (dir.), Guide de la musique de piano et de clavecin, Paris, Fayard, coll. « Les Indispensables de la musique », 1987, 870 p. (ISBN 978-2-213-01639-9), p. 775-780.

### Monographies
- Jean-Bernard Cahours d'Aspry, Déodat de Séverac, musicien de lumière. Sa vie, son œuvre, ses amis (1872-1921), Atlantica-Séguier, coll. « Carré Musique », 2001, 145 p. (ISBN 978-2-84049-235-1).
- Pierre Guillot, Déodat de Sévérac : musicien français, Paris, L'Harmattan, 2010, 354 p. (ISBN 978-2-296-13156-9, présentation en ligne).